# Leichtathletik-Europameisterschaften 1982/100 m der Frauen

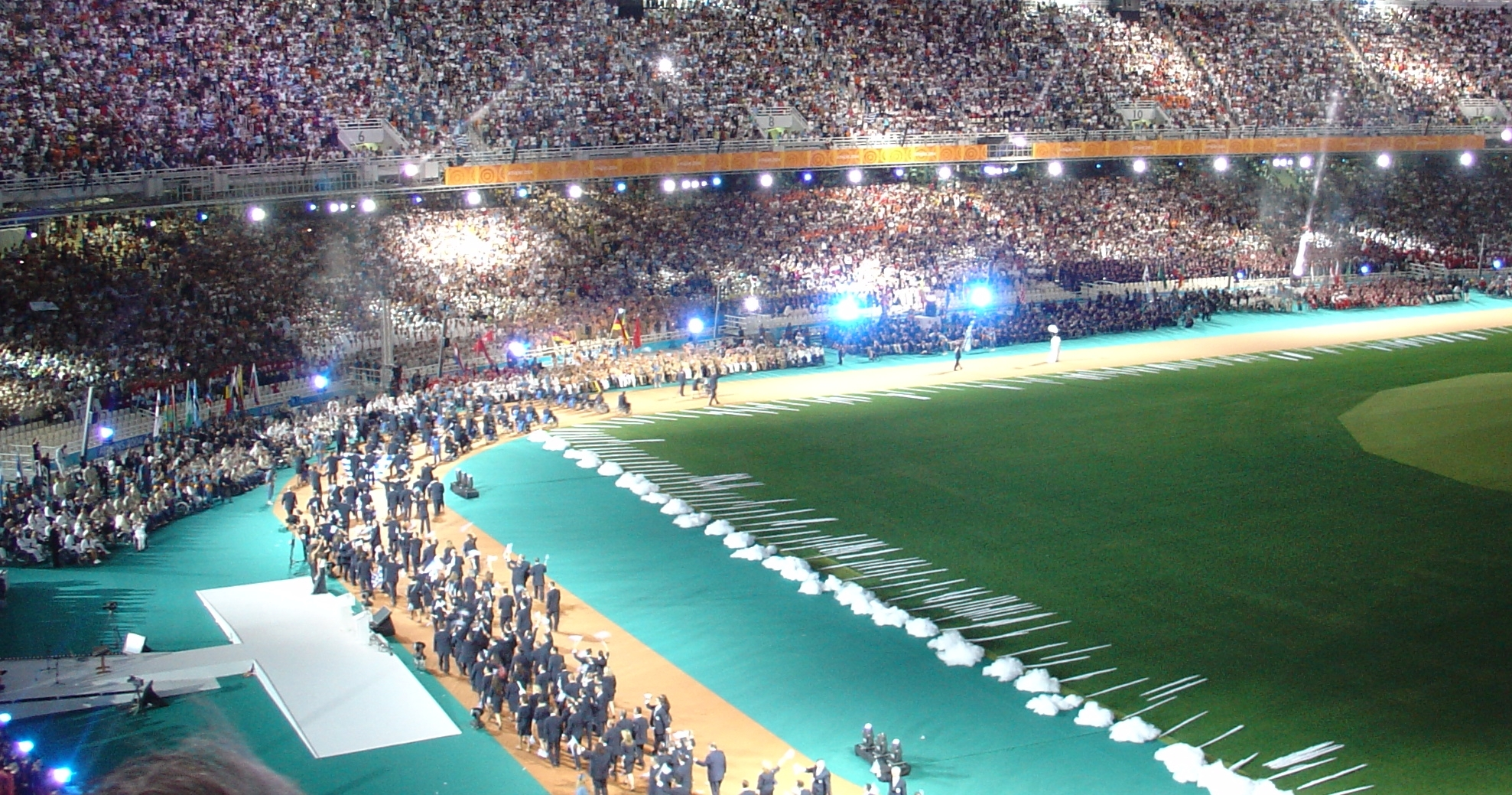
Das Athener Olympiastadion bei der Eröffnung der Paralympics 2004

Der 100-Meter-Lauf der Frauen bei den Leichtathletik-Europameisterschaften 1982 wurde am 6. und 7. September 1982 im Olympiastadion von Athen ausgetragen.
In diesem Wettbewerb verzeichneten die Sprinterinnen aus der DDR einen Doppelsieg. Europameisterin wurde die Titelverteidigerin und Olympiazweite von 1980 Marlies Göhr. Sie gewann vor der 200-Meter-Olympiasiegerin von 1976 und 1980 Bärbel Wöckel, die zwei Tage später Europameisterin über 200 Meter wurde. Bronze ging an die Französin Rose-Aimée Bacoul.

## Rekorde

### Bestehende Rekorde
| Weltrekord           | 10,88 s | Marlies Göhr | Dresden, DDR (heute Deutschland)                          | 1. Juli 1977    |
| Weltrekord           | 10,88 s | Marlies Göhr | Karl-Marx-Stadt (heute Chemnitz), DDR (heute Deutschland) | 9. Juli 1982    |
| Europarekord         | 10,88 s | Marlies Göhr | Dresden, DDR (heute Deutschland)                          | 1. Juli 1977    |
| Europarekord         | 10,88 s | Marlies Göhr | Karl-Marx-Stadt (heute Chemnitz), DDR (heute Deutschland) | 9. Juli 1982    |
| Meisterschaftsrekord | 11,13 s | Marlies Göhr | EM Prag, Tschechoslowakei                                 | 30. August 1978 |

### Rekordverbesserung
Europameisterin Marlies Göhr aus der DDR verbesserte ihren eigenen EM-Rekord im Finale am 7. September bei einem Gegenwind von 0,5 m/ss um zwölf Hundertstelsekunden auf 11,01 s. Zu ihrem eigenen Welt- und Europarekord fehlten ihr dreizehn Hundertstelsekunden.

## Legende
Kurze Übersicht zur Bedeutung der Symbolik – so üblicherweise auch in sonstigen Veröffentlichungen verwendet:
| CR | Championshiprekord |

## Vorrunde
6. September 1982
Die Vorrunde wurde in drei Läufen durchgeführt. Die ersten fünf Athletinnen pro Lauf – hellblau unterlegt – sowie die darüber hinaus zeitschnellste Läuferin – hellgrün unterlegt – qualifizierten sich für das Halbfinale.
Von den nur achtzehn angetretenen Teilnehmerinnen schieden lediglich zwei aus, beide im ersten Vorlauf. Für den zweiten Vorlauf mit fünf Sprinterinnen hatte diese wenig passende Regelung zur Folge, dass alle Läuferinnen für die nächste Runde qualifiziert waren, wenn sie nur das Ziel erreichten.

### Vorlauf 1
Wind: −0,6 m/s
| Platz | Name                 | Nation         | Zeit (s) |
| ----- | -------------------- | -------------- | -------- |
| 1     | Marlies Göhr         | DDR            | 11,18    |
| 2     | Ljudmila Kondratjewa | Sowjetunion    | 11,38    |
| 3     | Rose-Aimée Bacoul    | Frankreich     | 11,40    |
| 4     | Sofka Popowa         | Bulgarien      | 11,44    |
| 5     | Marisa Masullo       | Italien        | 11,53    |
| 6     | Heide-Elke Gaugel    | BR Deutschland | 11,54    |
| 7     | Mona Evjen           | Norwegen       | 12,08    |

### Vorlauf 2
Wind: +2,6 m/s
| Platz | Name                | Nation           | Zeit (s) |
| ----- | ------------------- | ---------------- | -------- |
| 1     | Bärbel Wöckel       | DDR              | 11,41    |
| 2     | Nadeschda Georgiewa | Bulgarien        | 11,45    |
| 3     | Shirley Thomas      | Großbritannien   | 11,53    |
| 4     | Stepánka Sokolová   | Tschechoslowakei | 11,61    |
| 5     | Lena Möller         | Schweden         | 11,87    |

### Vorlauf 3
Wind: +1,0 m/s
| Platz | Name                  | Nation         | Zeit (s) |
| ----- | --------------------- | -------------- | -------- |
| 1     | Anelija Nunewa        | Bulgarien      | 11,29    |
| 2     | Laurence Bily         | Frankreich     | 11,35    |
| 3     | Gesine Walther        | DDR            | 11,36    |
| 4     | Wendy Hoyte           | Großbritannien | 11,40    |
| 5     | Helinä Laihorinne     | Finnland       | 11,47    |
| 6     | Jelena Keltschewskaja | Sowjetunion    | 11,54    |

## Halbfinale
7. September 1982
In den beiden Halbfinalläufen qualifizierten sich die jeweils ersten vier Athletinnen – hellblau unterlegt – für das Finale.

### Lauf 1
Wind: +1,8 m/s
| Platz | Name                 | Nation         | Zeit (s) |
| ----- | -------------------- | -------------- | -------- |
| 1     | Bärbel Wöckel        | DDR            | 11,19    |
| 2     | Rose-Aimée Bacoul    | Frankreich     | 11,28    |
| 3     | Gesine Walther       | DDR            | 11,33    |
| 4     | Anelija Nunewa       | Bulgarien      | 11,35    |
| 5     | Ljudmila Kondratjewa | Sowjetunion    | 11,47    |
| 6     | Shirley Thomas       | Großbritannien | 11,53    |
| 7     | Marisa Masullo       | Italien        | 11,57    |
| 8     | Lena Möller          | Schweden       | 11,93    |

### Lauf 2
Wind: +1,8 m/s
| Platz | Name                  | Nation           | Zeit (s) |
| ----- | --------------------- | ---------------- | -------- |
| 1     | Marlies Göhr          | DDR              | 11,22    |
| 2     | Wendy Hoyte           | Großbritannien   | 11,41    |
| 3     | Laurence Bily         | Frankreich       | 11,43    |
| 4     | Nadeschda Georgiewa   | Bulgarien        | 11,54    |
| 5     | Jelena Keltschewskaja | Sowjetunion      | 11,58    |
| 6     | Sofka Popowa          | Bulgarien        | 11,58    |
| 7     | Helinä Laihorinne     | Finnland         | 11,58    |
| 8     | Stepánka Sokolová     | Tschechoslowakei | 11,73    |

## Finale

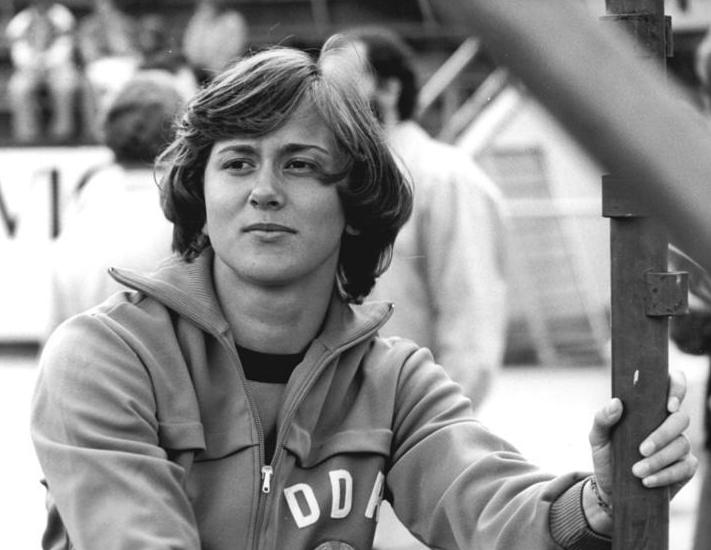
Marlies Göhr verteidigte ihren Titel nach ihrer olympischen Silbermedaille 1980 und wurde 1986 noch einmal Europameisterin auf dieser Strecke
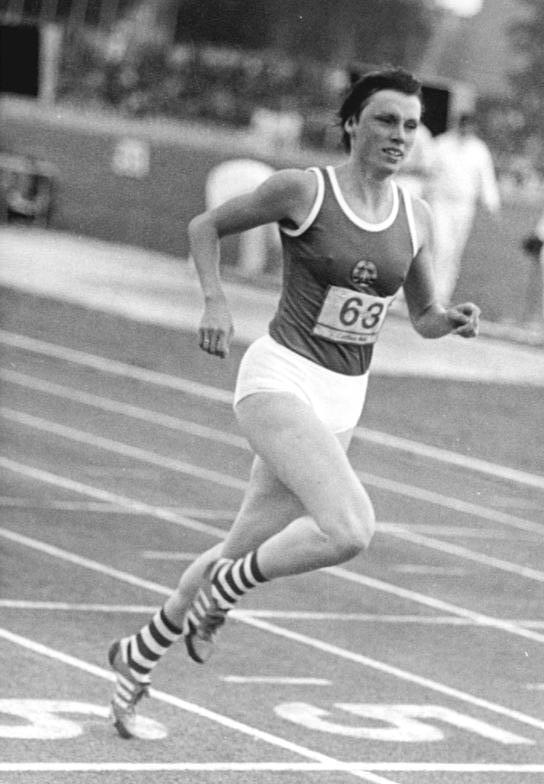
Vizeeuropameisterin Bärbel Wöckel gewann zwei Tage später den Titel über 200 Meter
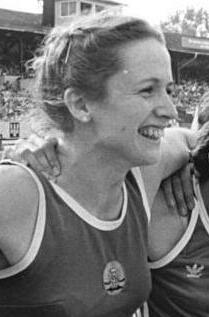
Gesine Walther belegte Rang fünf, zwei Tage später wurde sie Vierte über 200 Meter

7. September 1982
Wind: −0,5 m/s
| Platz | Name                | Nation         | Zeit (s) |
| ----- | ------------------- | -------------- | -------- |
| 1     | Marlies Göhr        | DDR            | 11,01 CR |
| 2     | Bärbel Wöckel       | DDR            | 11,20    |
| 3     | Rose-Aimée Bacoul   | Frankreich     | 11,29    |
| 4     | Anelija Nunewa      | Bulgarien      | 11,30    |
| 5     | Gesine Walther      | DDR            | 11,38    |
| 6     | Laurence Bily       | Frankreich     | 11,47    |
| 7     | Nadeschda Georgiewa | Bulgarien      | 11,68    |
| 8     | Wendy Hoyte         | Großbritannien | 12,35    |